# Johnsons Glacier
Johnsons Glacier är en glaciär i Antarktis. Den ligger i Sydshetlandsöarna. Argentina, Chile och Storbritannien gör anspråk på området. Johnsons Glacier ligger 96 meter över havet.
Terrängen runt Johnsons Glacier är varierad. Havet är nära Johnsons Glacier åt sydväst. Trakten är glest befolkad. Närmaste befolkade plats är St. Kliment Ohridski Base, 3,9 kilometer norr om Johnsons Glacier. 